# Weingut Hans Igler

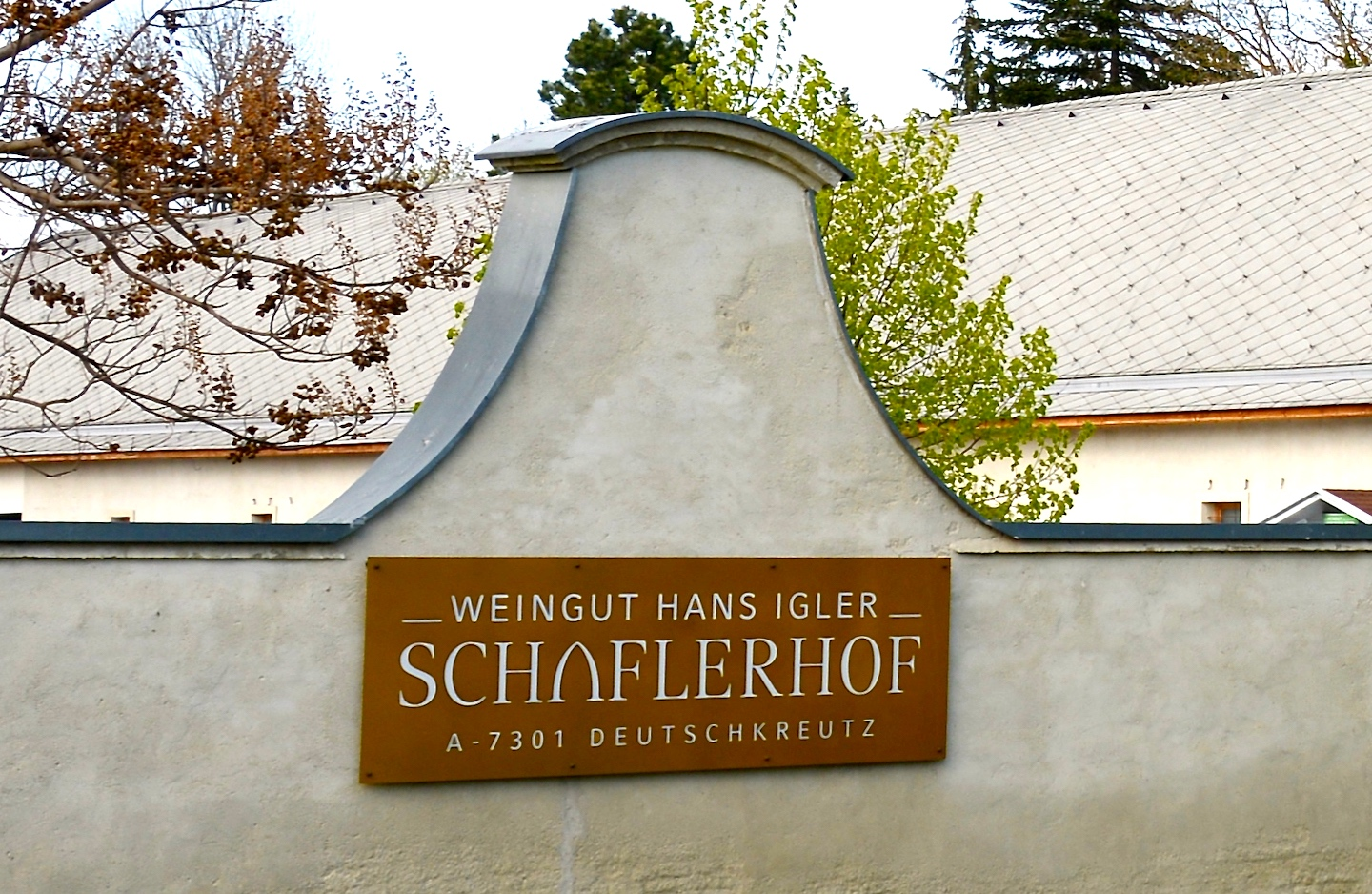
Weingut Hans Igler, 2019

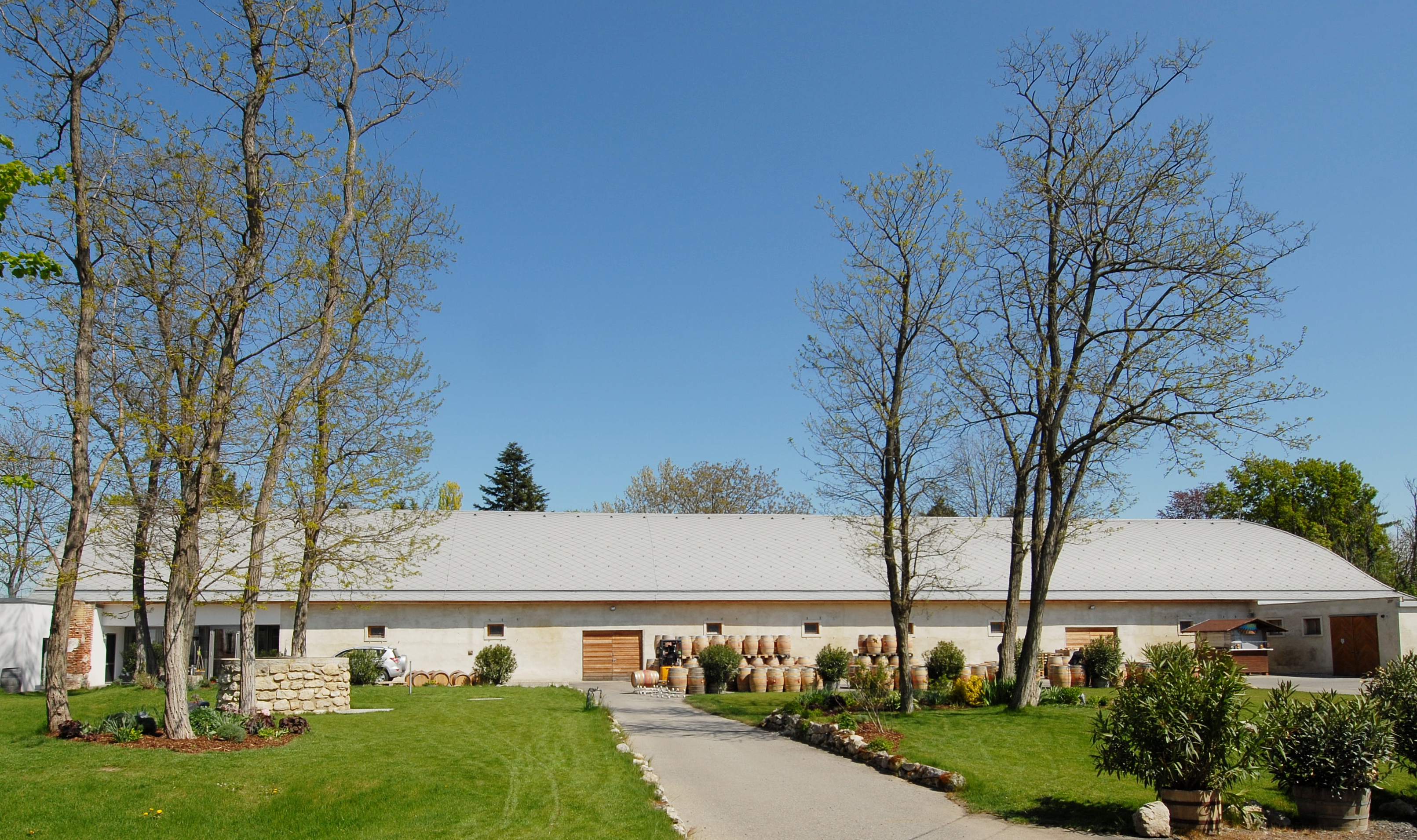
Weingut Hans Igler, Schaflerhof, Deutschkreutz, 2014

Das Weingut Hans Igler in Deutschkreutz ist ein österreichisches Weingut im Weinbaugebiet Mittelburgenland.

## Geschichte
Gegründet wurde das Weingut von Hans Igler, der in den 1980er Jahren als einer der Pioniere des österreichischen Qualitätsrotweins in Erscheinung trat. Seit seinem Tod im Jahr 1994 führen den Betrieb seine Tochter Waltraud Reisner-Igler und deren Ehemann Wolfgang Reisner. Das Andenken an Hans Igler wird im Namen des Weinguts gewürdigt.
Im Jahr 2009 übersiedelte das Weingut in den ehemals dem Schloss Deutschkreutz beigeordneten Schaflerhof, der jahrhundertelang als Gutshof der fürstlichen Familie Esterházy fungiert hatte. Seither zählt das revitalisierte historische Gebäude zu den Sehenswürdigkeiten des Blaufränkischlandes. Im Jahr 2010 übernahm Juniorchef Clemens Reisner die Kellerverantwortlichkeit im Schaflerhof.

## Lagen, Sorten
Die Rebfläche des Weinguts beträgt 39 Hektar (Stand 2019), wovon 98 Prozent mit roten Rebsorten, hauptsächlich Blaufränkisch und Cabernet Sauvignon, bestockt sind. Die Jahresproduktion erreicht 200.000 Flaschen, die bekanntesten Weine sind die Cuvées Vulcano und Ab Ericio. Die bekanntesten Einzellagen sind Biiri und Hochberg. Das Weingut Hans Igler steht für kräftige, körperreiche und terroirbetonte Rotweine. Reinsortig werden vor allem Blaufränkische im Klassik- und Reservebereich produziert. Das Weingut bemüht sich aber auch um einen hochwertigen Cabernet Sauvignon im Reservebereich, der ebenso reinsortig ausgebaut wird.
Ein besonderes Renommée hat sich das Weingut mit dem reinsortigen Reserve-Blaufränkischen Biiri erworben, der bei Vinaria ab dem Guide 2008/09 bis zum Guide 2012/13 gleich fünf Mal hintereinander die höchste Bewertungsstufe („Top-Wein“) erreichte und mit dem das Weingut Hans Igler 2011 den Falstaff-Sieg erringen konnte.